# Sasha Allen
Sasha Allen (nacida el 4 de junio de 1982 en Harlem, Nueva York) es una cantante estadounidense y actriz con una carrera en la industria del entretenimiento que se extiende por más de 10 años.
Allen ha hecho una carrera como vocalista de grandes estrellas de la música industrial, como Alicia Keys, Christina Aguilera, Usher, John Legend, la estrella de pop Leona Lewis y en los coros de The Rolling Stones en su gira "Olé Latinoamerica 2016", donde se presentaron en CUBA.
Sasha actualmente es vista como Dionne en la producción de Broadway HAIR: The American Tribal Love Rock Musical en el Teatro Gielgud en Londres.
Sasha fue educada en LaGuardia High School en Nueva York. A los 14 años, protagonizó en Whistle Down the Wind, de Andrew Lloyd Webber. Mientras estaba en la secundaria, fue presentada en un comercial, incluyendo en anuncios de las revistas TIME y AT&T, y un comercial con Michael Jordan.
Su comienzo en la industria musical comenzó a los 17 años cuando fue firmada en Elektra Records, trabajando con los productores Warryn Campbell (Mary Mary, Kanye West) y J. Moss (Karen Clark Sheard, Kiki Sheard). Luego, fue firmada por Arista Records donde Antonio Reid era presidente. Contratos fallidos causaron que Sasha siga otras vías como actuación.
Allen fue elegida en la película Camp, como Dee. La película, producida por Danny DeVito desarrolló un gran número de seguidores.
Sasha se ha presentado en varias giras y álbumes de platino, como Back to Basics World Tour de Christina Aguilera y en el DVD (Back to Basics: Live and Down Under), en el álbum de John Legend Once Again, y en el álbum de Babyface Playlist.. Allen también fue presentada como artista invitada en la gira de Babyface de Playlist. Sasha también hizo giras con Alicia Keys, Leona Lewis y John Legend, se presentó con Usher y David Bowie, y grabó con Celine Dion.
Allen actualmente está terminando su álbum debut en su sello discográfico Ladybug&Darling Music.
Su primer sencillo, "Let's Fly Away", fue lanzado el 4 de julio de 2008, y siguió con un cover de Joan Osbourne, "One Of Us", que fue lanzado en septiembre de 2008. El remix para "Let's Fly Away", producido por Rob Lewis y TrakFire Productions, estuvo en radios y clubs en todo el mundo. El tercer sencillo, "It's All For You", fue una colaboración entre Lewis y ella misma. Es una canción conmovedora escrita desde el dolor que Allen sintió al estar lejos de su hija cuando estaba en giras.
Sasha Allen vive en Nueva York, con su hija, Sierra.
Sasha Allen se unirá a los Rolling Stones como vocalista de apoyo para la gira latinoamericana Olé, que comienza el 3 de febrero de 2016 en Santiago de Chile. 